# Dettingen Te Deum
Il Dettingen Te Deum in re maggiore, HWV 283, è una composizione liturgica scritta da Georg Friedrich Händel nel 1743.

## Contesto storico

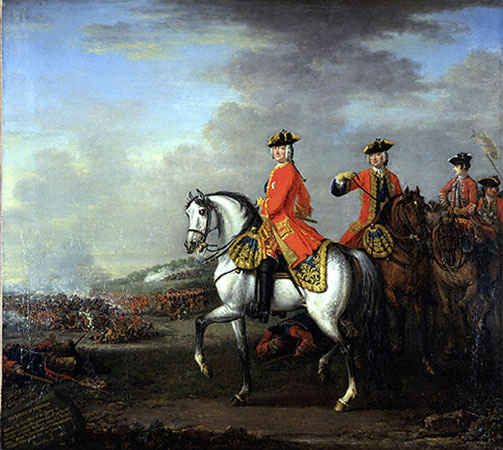
Re Giorgio II alla battaglia di Dettingen, dipinto di John Wootton

Il 27 giugno 1743 sul campo di battaglia di Dettingen, in Assia, Giorgio II di Hannover, re d'Inghilterra, ha appena sconfitto i francesi; al suo ritorno a Londra lo attendono grandiosi festeggiamenti e per l'occasione la famiglia reale commissiona al compositore di corte, Georg Friedrich Händel, la composizione di un fastoso Te Deum di ringraziamento.
Nel luglio dello stesso anno il compositore si mette all'opera e a settembre iniziano le prove per la rappresentazione. La prima esecuzione ufficiale avviene il 27 novembre 1743 nella Cappella Reale a St. James's Palace alla presenza dello stesso sovrano.

## La struttura dell'opera
Nell'elaborare il materiale musicale per il Dettingen Te Deum Händel si rifece a un Te Deum del musicista milanese Francesco Antonio Urio, così come già aveva fatto per la stesura di Israel in Egypt.
La composizione ha un'organizzazione formale molto impegnativa, suddivisa in undici numeri che si succedono secondo un preciso piano tonale circolare. I primi tre brani sono basati sulla successione di re maggiore – si minore – re maggiore, schema che si ripete per gli ultimi tre; nelle parti centrali invece la tonalità in re maggiore la ritroviamo nel IV, V e VII movimento, mentre l'ottava sezione forma un nuovo trittico si bemolle maggiore – re minore - si bemolle maggiore. Questa complessa distribuzione si associa alla diversa assegnazione dei soli e degli interventi corali, posti con studiata asimmetria. I due unici veri assoli sono nei movimenti VI e X.
L'organico per l'esecuzione del Dettingen Te Deum è composto di soli, coro, 2 oboi, fagotto, 3 trombe, timpani, 3 violini, viola, violoncello, contrabbasso, organo e continuo.
L'esecuzione completa ha una durata di quasi 40 minuti.
| N.ro | Titolo                                          | Annotazione                                  | Testo originale | Testo tradotto in italiano |
| ---- | ----------------------------------------------- | -------------------------------------------- | --- | --- |
| I    | We praise Thee, O God                           | Allegro, coro e solisti                      | We praise Thee O God we acknowledge Thee to be the Lord all the earth doth worship Thee the Father ever lasting | Noi ti lodiamo o Dio ti ringraziamo di essere il Signore tutta la terra ti venera Padre eterno |
| II   | To Thee all angels cry aloud                    | Larghetto e piano, soprano e coro            | To Thee all angels cry aloud the Heav'n and all the pow'rs therein | A Te tutti gli angeli proclamano ad alta voce i cieli e le potestà dell'universo |
| III  | To Thee Cherubin and Seraphim                   | Andante, coro                                | To Thee Cherubin and Seraphim continually do cry Holy Lord God of Sabaoth heav'n and earth are full of the majesty of the glory | Cherubini e Serafini perpetuamente ti proclamano Santo Signore, Dio di Sabaoth cielo e terra sono pieni della maestà delle tua gloria |
| IV   | The glorious company of the apostles            | Andante, non presto, coro e solisti          | The glorious company of the apostles praise Thee the goodly fellowship of the prophets praise Thee the noble army of martyrs praise Thee the holy church throughout all the world doth acknowledge Thee, the Father of an infinite majesty Thine honourable true and only Son also the Holy Ghost the comforter                                                       | Il coro glorioso degli apostoli Ti loda il numero lodevole dei profeti Ti loda il nobile esercito dei martiti Ti loda la Santa Chiesa in tutto il mondo Ti ringrazia Padre d'immensa maestà venerando il Tuo vero e unico Figlio anche lo Spirito Santo, colui che conforta                                                                         |
| V    | Thou art the King of glory                      | basso e coro                                 | Thou art the King of glory O Christ Thou art the everlasting Son of the Father | Tu re della Gloria, o Cristo Tu del Padre sempiterno sei Figlio |
| VI   | When Thou tookest upon Thee                     | Larghetto e piano un poco, baritono          | When Thou tookest upon Thee to deliver man Thou didst not abhor the Virgin's womb | Tu per liberare l'uomo non aborristi l'utero della Vergine |
| VII  | When thou hadst overcome the sharpness of death | Grave - Allegro, coro                        | When thou hadst overcome the sharpness of death Thou didst open the kingdom of Heaven to all believers | Tu avendo vinto gli aculei della morte apristi il regno dei cieli a tutti i credenti |
| VIII | Thou sittest at the right hand of God           | Andante - Adagio, alto, tenore, basso e coro | Thou sittest at the right hand of God in the glory of the Father we believe that Thou shalt come to be our Judge we therefore pray Thee: help Thy servants, whom Thou hast redeemed with Thy precious blood. Make them to be number'd with Thy Saints in glory everlasting O Lord, save Thy people, and bless Thine heritage. Govern them, and lift them up for ever. | Tu siedi alla destra di Dio in gloria del Padre noi crediamo alla tua venuta come nostro Giudice noi perciò Ti preghiamo: aiuta i tuoi servi che Tu hai redento con il Tuo prezioso sangue. Fa che essi siano numerati con i Tuoi santi in gloria o Signore, salva il tuo popolo, e benedici la tua discendenza. Governali, e sollevali per sempre. |
| IX   | Day by day we magnify Thee                      | Allegro, non presto, coro                    | Day by day we magnify Thee and we worship Thy name ever world without end | Ogni giorno Ti benediciamo e lodiamo il Tuo nome in eterno nei secoli dei secoli |
| X    | Vouchsafe, O Lord                               | Largo e piano, baritono                      | Vouchsafe, O Lord, to keep us this day without sin. O Lord, have mercy upon us. O Lord, let Thy mercy lighten upon us, as our trust is in Thee | Degnati, o Signore, di custodirci questo giorno senza peccato. O Signore, abbi pietà di noi. O Signore, fai che la tua misericordia sia su di noi, come noi crediamo in Te |
| XI   | O Lord, in Thee have I trusted                  | Andante, alto e coro                         | O Lord, in Thee have I trusted let me never be confounded. | In Te, o Signore, ho creduto: non mi confondere in eterno. |